# Charles Louis Gilly
Prof. Charles Louis Gilly  ( * 1911-1970 ) fue un botánico, etnobotánico explorador estadounidense, realizó extensas expediciones botánicas en México., muchas veces en compañía del Dr. Ing.Efraím Hernández-Xolocotzi (1913-1991)
Fue Profesor Asistente de Botánica y curador de colecciones botánicas, en Michigan State University.

## Algunas publicaciones
- Gilly, CL. 1942. The Genus Cephalocarpus Nees (Cyperaceae). Bulletin of the Torrey Botanical Club 69 (4 ): 290-297
- Camp, WH; CL Gilly. 1943a. The structure and origin of species. Brittonia 4: 323-385
- Gilly, CL. 1943b. An Afro-South-American cyperaceous complex. Brittonia 5 (1): 1-20 1ª pág.
- Gilly, CL. 1943c. Studies in the Sapotaceae, II. The sapodilla-nispero complex. Trop. Woods 73: 1-22
- Aikman, JM; CL Gilly. 1948. A Comparison of the Forest Floras along the Des Moines and Missouri Rivers. Iowa Academy of Science 55: 63-73

### Libros
- 1942. The Nomenclature and Systematic Position of the Chicle and Sapodilla Trees
- Evans, LE; CL Gilly. 1944. Flores de Piretro y su producción. México, D.F.: The Administration
- Gilly, CL; EH Xolocotzi. 1945. (Las) Especies de Lonchocarpus en México: lista preliminar.

- 1946. The Cyperaceae of Iowa. Ed. Iowa State College

- La abreviatura «Gilly» se emplea para indicar a Charles Louis Gilly como autoridad en la descripción y clasificación científica de los vegetales.[3]